# 夏の約束 (テレビドラマ)
『夏の約束』（なつのやくそく）は、2002年（平成14年）8月31日15:00 - 15:52に、テレビ朝日系列局で全国放送された、北海道テレビ放送（HTB）制作のローカルテレビドラマ。同局が2000年代に盛んに製作した「HTBスペシャルドラマ」の1つである。故郷のウトロを離れ、女優を目指す主人公が母の病気により帰郷し、家族の絆を取り戻す物語である。平成14年度文化庁芸術祭テレビ部門ドラマの部 優秀賞、平成15年度日本民間放送連盟賞（番組部門・テレビドラマの部）優秀賞を受賞した。

## キャスト
- 牧村洋子 : 夏川結衣
- 牧村沖子 : 倍賞千恵子
- 大熊吾郎 : 上條恒彦
- 安藤渚 : 蒼井優
- 坂本 : 安田顕（TEAM NACS）
- 医師 : 苫米地清

## スタッフ
- 脚本 - 伊藤康隆
- 企画・原案・プロデューサー - 四宮康雅
- 演出 - 多田健
- 音楽 - 増本直樹
- 助監督 - 荒川栄二、中西正茂、井上雄介、上田浩平
- ロケプロデュース - 小林孝雄（アズビィ）
- 制作担当 - 松倉和哉（アズビィ）
- 制作主任 - 山中勝（アズビィ）
- 進行助手 - 村部吉宣、上田浩平
- スクリプター - 木川景子
- 撮影 - 小川洋一
- 撮影補 - 鈴木武司（HTB映像）
- 撮影助手 - 中澤正行
- 技術コーディネート - 小島信彦（HTB）
- VE - 竹内康（三新）
- 照明 - 水谷信彦（北海道共立）
- 照明助手 - 東方淳（北海道共立）、西出　真司（北海道共立）
- 音声 - 豊嶋拓史（HTB）
- 音声助手 - 佐藤幸信（三新）、峰岸宏樹（HTB映像）
- 特機 - 多正行（キーグリップ）
- 特機助手 - 松尾崇
- 編集 - 山崎秀一（HTB映像）
- EED - 中村卓三（北海道テレコムセンター）
- Sphereオペレーター - 福地由起
- 美術 - 中原芳雄（裏方家）、七尾出（裏方家）
- 美術助手 - 持田知樹（裏方家）、田中　志枝（裏方家）
- スタイリスト - 勝俣淳子（夏川結衣担当）、小松江里子
- ヘアメイク - 徳田郁子（倍賞千恵子担当）、片山昌美
- 制作・著作 - 北海道テレビ放送